# Fortissimo//Akkord:Bsusvier
《fortissimo//Akkord:Bsusvier》是La'cryma於2010年9月30日發售的美少女遊戲，2011年3月31日發售升級版《fortissimo EXA//Akkord:Bsusvier》。2012年6月29日發售18禁版《fortissimo EXS//Akkord:nächsten Phase》。2013年9月7日發售全年齡版《fortissimo FA//Akkord:nächsten Phase》，2018年5月31日由SakuraGame發售繁體中文版《Fortissimo FA》，2018年8月24日發售簡體中文版《Fortissimo FA INTL Ver》。2014年12月11日發售續作《Kadenz fermata//Akkord:fortissimo》。

## 背景
一個名為「月讀島」（／ Tsukuyomi Jima）的孤島坐落於日本的西南。4年來首次回到該島的芳乃零二捲入了島上發生的「最終戰爭（ラグナロク）」。這是一場以戰略破壞魔術兵器－－通稱「魔法」（マホウ）的超科學兵器－－相互殺戮的魔法戰爭。被逼至絕境的零二因召喚了人型戰略破壞魔術兵器－－櫻（サクラ），而被捲入戰爭。此後，他誓要找到並打倒戰爭的發起者……

## 登場人物
聲優按EXA、EXS版排列，二者相同時只列一次。

### 召喚者
芳乃零二（声：大須賀純 / 舌純）
本作的男主角；星見學園2年生；因父母死於16年前終結的十年戰爭而成為戰爭孤兒；為了再度與妹妹同居而回到闊別4年的故鄉－－月讀島。性格是樂觀主義中帶點自我中心，但因為出身的緣故不善交往，其實是個單純的人。外表看上去很酷，其實內裡是意外的熾熱。另外，想事情的時候有撥弄頭髮的習慣。
武器是人型戰略破壞魔術兵器「櫻」；擁有恢復對象的能力，即「召喚24小時以內遇見過的人」及「將物質恢復到24小時前的狀態」的能力。
被冠為“洛基”之名,所覺醒的『No.13（ミッシングナンバー・サーティーン）』。在以前經跟常龍一打架,所以對個人的『戰鬥』適應性很高。魔力總量相對於其他的『召喚せし者』更為高、在『召喚せし者』中算是異形的存在。
櫻（声：南條愛乃 / 立花綾）
本作女主角之一，是由零二召喚的完全自律型戰略破壞魔術兵器，稱零二為「Master」（マスター），說話有以結尾的特徵；是月讀島的萬年櫻與零二的戰略破壞魔術兵器融合後的姿態，作為櫻之精靈操縱光；能力為「無穢的櫻光之聖劍（レーヴァテイン）」，是能將前方大面積區域化為灰燼的聖劍。
因為是操縱“光”來戰鬥的精靈，討厭夜晚與黑暗，興趣是曬太陽。超喜歡動物（特別是狗），但不知為何命中註定被動物討厭，是個非常可憐的存在。然而，與現實相反，心里相信總有一天能與動物們和平共處。
於4年前與零二融合，因此對其瞭如指掌，自稱「零二Mania」（零二マニア），但零二也因此稱她為「戰略破壞偷窺兵器」（戦略破壊盗撮兵器）。而且明明是兵器卻要消耗伙食費，和平的時候要在陽台上曬太陽以回復魔力，因此被零二打上了「廢物兵器」的烙印。
皇樹龍一（声：水島大宙 / 城國銃志）
本作另一個主人公。跟零二一樣是在戰爭中失去了父母的戰爭孤兒，在養護設施時代與零二總是吵架的、優缺互補的零二的好友。因為帶走了自己的養父的關係流落戰場，在憎惡帶走了家人的“戰爭”的另一面，則是過著為無法得到結束戰爭的方面的矛盾而苦惱的每一天。作為魔法使歷經眾多的戰場，卻從來沒有一次的戰爭是以較少的犧牲為代價而結束，因而為自己的無力而咬牙切齒。為了零二而回到了與戰爭無緣的日本，在故鄉月讀島等待著他的，卻是這次的事件。性格過於認真卻又不機敏，與自由奔放的零二是兩個極端。
鈴白渚（声：田口宏子 / 秋月もみじ）
女主角之一。外表是個才色兼備運動全能的優等生，其實卻是個除了劍道以外什麼都不行的武士道少女。有著難得的率直爽朗的性格，兼具讓大家不想去沾污她的人德與人氣。擔任劍道部的副部長，儘管其潛在能力在部長之上，但因為從沒有在比賽上留下非常好的成績，曾經自己辭去部長一職。與龍一是青梅竹馬的關係，與回到月読島的他闊別4年再次相遇。很久以前就一直喜歡著龍一卻又不願老實向他表白，再加上不善自我主張，讓鈍感的龍一察覺不了她的心意，因此成了單戀。
黑羽紗雪（声：北野愛 / 青葉林檎）
女主角之一，零二的義妹，與零二一樣因戰爭失去雙親，「黑羽」是收養她的老夫婦的姓。說話不多，但每句話的意思都能清楚表達的類型。非常愛貓，房間裏到處都是毛絨貓，喜歡星見商店街的野貓，因為在星見商店街中廣泛流傳著她愛貓人士的名聲，讓她被貼上了怪人的標籤。與黏著零二的里村紅葉，是遺傳基因級別的冤家。武器是白與黑的雙槍；能力是，即辨識、追蹤「音」的能力。而且，她的武器也是自己喜歡的貓的名字。
里村紅葉（声：米島希 / サトウユキ）
女主角之一，對零二一目傾心然後死粘著他的、戀愛中的小惡魔少女。零二之後轉進了相同班級，讓她確信他就是真命天子，想方設法接近他的大膽女生。與同班同學鈴白渚是交往了幾年的好友，因為總是進出學生會室，與學生會會長的雨宮綾音的關係很好。性格大膽妄為唯我獨尊，而且還有天生的誘惑男性的一面，但對不感興趣的人卻冷淡而毒舌。但是對喜歡的朋友則會親切直率，也有協調性。
珍視自己重要的東西，但同時也會像小惡魔一樣冷酷處理自己不想再要的東西的少女。與零二另眼相待的黒羽紗雪，是絕望程度的不合波長的冤家。
霧崎劍悟（声：遊佐浩二 / 夏野海男）
與轉校至星見學園的零二意氣相投的朋友兼同班同學。從沒有離開過月読島，卻操著一口怪怪的似是而非的關西腔調的青年。輕浮而不拐彎抹角的性格，有著思春期般總是考慮女體的神秘的好色男。但是，他偶然射出的銳利眼光，會閃現出猶如匕首一樣的冷徹光輝。
梶浦海美（声：岡嶋妙 / 遠野そよぎ）
儘管還是一年級學生，然而其可愛的容姿卻讓她成為了校園裡的偶像的親切學妹。有著笨拙的一面、想保護她的小狗屬性讓她不分男女極其受歡迎。其實以前是個很不起眼的女生，對以前戴著的眼鏡深感自卑，無論什麼時候都要戴隱形眼鏡。
夜櫻（声：南條愛乃）
櫻的複製品，與櫻相反以月光作為能量。
有塚陣（声：岡田栄美 / 未瑛）
自稱魔法使的頂點・王的存在、集結魔法使們的謎之少年。發布終極的魔法使・奧丁，宣告故事的核心戰鬥、賭上各自的存在的『最終戦爭』的開始。經常一臉自大的用蔑視別人的態度愚弄對方，其根源來自於自認為是王這一絕對的強者的“自信”。對奧丁壓倒性的強大抱有憧憬，同時也是唯一一個知道謎般存在的奧丁的真正身份的人。另外，愛上了紅葉執著地去追求她，但對零二一心一意的紅葉根本不將他放在眼裡。
高嶺陽菜子（声：たみやすともえ / 民安ともえ）
因為先天性的重病，打一出生就住在醫院裡的少女。是過去馳名世界的大企業的大小姐，父母死後年紀輕輕就擁有莫大的遺產。
但那對她來說沒什麼意義。對父親的朋友、從小就一起生活的真田抱有特別的感情，他是她唯一的依靠，完全信賴著他。另外，憧憬著外面的世界，總是夢想著健康地像普通的女孩子一樣去上學。
真田卿介（声：遊佐浩二 / 夏野海男）
沉默寡言的陽菜子的保鏢。陽菜子實際上的監護人，對真田來說，她是女兒一樣的存在。感恩於撿了過著悲慘生活的真田的、死去了的陽菜子的父親，為了讓他遺留下來的陽菜子過上幸福而平穩的生活，努力地支持著她。
轟木鋼
率直得讓人驚訝的、能歸類為熱血笨蛋一類的青年。憑著自創的“男子漢理論”不理細節地做事，一旦決定下來就毫無通融死幹到底的率直不圓滑的笨蛋。因此不論好壞，只要他一暴走就很難阻止他。被朋友霧崎劍悟稱為“會移動的死亡Flag”，但那絕對不是在嘲笑他，而是對他那淡然對待隨便搞一下都會死的每一天的生活的讚詞。
女武神
多次對零二出手相救，頭戴面紗、身穿黑禮服的神秘女性，似乎擁有把一切攻擊無效化的神秘能力。
奧丁（声：鳥海浩輔）
『最終戦爭』的幕後黑手，身份不明，擁有能夠輕鬆打敗其他『召喚せし者』的壓倒性實力。
相樂苺（声：志水結美 / 桜ちとせ）
零二與紗雪所寄居的相樂家的家主，同時亦是兩人的監護人。有著與外表相反的“大媽”歲數，因為在意自己矮，又想表現出成熟魅力，因而穿著奇怪的服飾（本人曰這是魅惑的成熟女性風格）、相當古怪的女性。當她小孩子的話她就會不高興、相反稱她為“大媽”的話就會很生氣的、擁有標準的不講理兼複雜的少女心的、時而整天不見踪影時而整天呆在家裡的、連職業也不清楚的謎之人物。

### 普通人
雨宮綾音（声：加濑爱奈 / nazuna米）
天下無敵的成績優秀運動全能的神的孩子學生會會長。儘管是三年級的學生，但因為校園一側強烈的希望，連續三屆擔任學生會會長。因為父母是音樂名家，再加上她自己渴求成為鋼琴家，因此其非凡鋼琴的能力讓眾人刮目相看。儘管容姿美麗，但外人對她的態度是尊敬多於愛慕，所以出乎意外的很少朋友，也沒有戀人。因此縱容著朋友紅葉和渚，利用學生會會長的特權厚待她們。
水坂美樹（声：松嵜麗 / 新鳴はるか）
零二的青梅竹馬，零二“想要守護的、重要的人”。
毛太
櫻從神社撿回來、與主人失散的狗，因為毛茸茸而被櫻取名「まお太」。每次跟櫻相處就會咬她已經變成日常慣例，但跟其他人卻能正常相處。
木乃宮木葉（声：松平美波穂 / ??）
紅葉、渚、綾音的朋友，對紅葉有點百合傾向。
秋風彼方（声：金子未佳 / ??）
紅葉、渚、綾音的朋友。
美鏡日和（声：椎名るぅ / ??）
美鏡溫泉的看板娘，紗雪的同班同學，跟紅葉、渚、綾音等人亦是朋友。
飯塚（声：寺田明正 / ??）
零二的班主任。
櫻井俊介（声：鈴木裕斗 / ??）
梶浦海美的青梅竹馬，單戀海美。
黑羽老夫婦
收養零二、紗雪的慈祥老夫婦。
老婆婆
常常給櫻零食的獨居老婦人。

### 其他
姬白九理（声:なし / 綾瀬あかり）
最近出現在「銀河」的神秘少女，據聞跟最近的靈異現象有關。
洛基（声：??）
自稱『究極召喚せし者』、外表和零二相似的神秘男子。
黑騎士（声:??）
手持魔劍、與鈴白渚相似的神秘女性。
芳乃櫻（声：南條愛乃）
與櫻同名，零二的生母。
「師父」（声：一條和矢）
外表慈祥的獨臂男子，從孤兒院「聖人的教導」收養零二並且共同生活四年，教會零二很多事情，所以被零二叫作「師父」，在他的幫助下零二終於與紗雪團聚。
師妹
跟零二一樣在「師父」身邊生活、年齡相若的少女。續作《Kadenz fermata//Akkord：fortissimo》的主角。

## 主題曲

### fortissimo//Akkord:Bsusvier
OP
「fortissimo-the ultimate crisis-」
作詞：yuki-ka / 作曲・編曲：八木沼悟志 / 歌：fripSide
「Asgard」
作詞：YUI / 作曲・編曲：橘堯葉 / 歌：妖精帝國
插入歌
「keep existing」
作詞：YUI / 作曲・編曲：橘堯葉/ 歌：妖精帝國
「My wish = Only one」
作詞・歌：yozuca* / 作曲：俊龍 / 編曲：

作詞：yozuca* / 作詞・編曲：佐伯高志 / 歌：加濑爱奈
「Swear」
作詞・作曲：濑名 / 編曲：大野宏明 / 歌：結城愛良

### fortissimo EXA//Akkord:Bsusvier
OP「REW」
作詞：Ryo Fujimura / 作曲・編曲：森空青 / 歌：霜月遙
「Fata Morgana」
作詞：YUI / 作曲・編曲：橘堯葉/ 歌：妖精帝國
「Umbrella」
作詞：Ryo Fujimura / 作曲・編曲：高梨佳汰 / 歌：Lily-an

### fortissimo EXS//Akkord:nächsten Phase
櫻線OP「fortissimo-from insanity affection-」
作詞：yuki-ka / 作曲：八木沼悟志・川崎海 / 編曲：川崎海 / 歌：fripSide
紗雪線OP「LOST GARDEN」
作詞・作曲・編曲・歌：No Life Negotiator
紅葉線OP
作詞：YUI / 作曲・編曲：橘堯葉/ 歌：妖精帝國
「Revive」
作詞：Ryo Fujimura / 作曲・編曲：HΛL / 歌：桜川めぐ

## 改編
こもだ的漫畫《fortissimo//Ein wichtiges recollection》於2010年12月號的《月刊Comp Ace》（角川書店）開始連載。單行本（ISBN 978-4047156388）於2011年3月10日發售。
加納新太執筆的小說化《fortissimo//wiederbelebung der seele》於《Dragon Magazine》（角川書店）2011年1月-5月號連載。

## 外部連結
- fortissimo//Akkord:Bsusvier官方網站 （页面存档备份，存于）（日語）
- fortissimo EXS//Akkord:nächsten Phase官方網站 （页面存档备份，存于）（日語）